# Рудольф III (граф Монфорт)
Рудольф III фон Монфорт (нем. Rudolf III. von Montfort, † 1334) — духовный князь из младшей линии швабского графского рода Монфорт; епископ Кура (1322—1325) и Констанца (под именем Рудольфа II, 1322—1334), а также администратор аббатства Санкт-Галлен (1330—1333).
Рудольф III был одним из трёх сыновей Рудольфа II фон Монфорт-Фельдкирха († 1302) и Агнес фон Грюнинген — дочери влиятельного вюртембергского графа Хартманна II фон Грюнингена († 1275).
Определённый к духовной карьере, он смог уже в 1283 году стать членом домского (соборного) капитула в Куре. В 1303 году Рудольф III изучал право в университете Болоньи, и в 1307 году занял должность пробста кафедрального собора в Куре. В 1310 году он был назначен генеральным викарием епархии, и после смерти епископа Зигфрида фон Гельнхаузена в 1321 году был избран его преемником, будучи подтверждён папой Иоанном XXII 19 марта 1322 года. Однако уже в октябре того же года папа назначил его предстоятелем констанцской епархии, стремясь прекратить период четырёхлетнего межвластия и продолжавшейся борьбы частных интересов, которые привели одно из крупнейших германских епископств на грань финансовой катастрофы.
Епископское правление Рудольфа в Констанце (под именем Рудольфа II) прошло под знаком политического и военного соперничества Людвига Баварского с Фридрихом Красивым и с папским престолом, которое поставило крест на планах упорядочить жизнь в епархии. В споре за германский трон Рудольф, как и его брат Ульрих, — вопреки традиционной семейной ориентации Монфортов — выступил на стороне Габсбургов, представлявших наиболее значительную силу на Верхнем Рейне. Поддержка Фридриха Красивого, однако, испортила отношения епископа с Людвигом Баварским, который после выигранного сражения при Мюльдорфе стремился к получению полной власти в империи.
Военное вмешательство Людвига в северной Италии привёло к разрыву отношений с папой Иоанном XXII и к экскоммуникации Людвига 23 марта 1324 года, за чем 11 июля папа отказал Людвигу в признании его королевского титула, и отлучил от Церкви его последователей, что означало фактический запрет общественных церковных богослужений и совершения церковных таинств (интердикт) в Германии. Впрочем, ожидаемого эффекта этот запрет не принёс, скорее наоборот: Людвиг смог приобрести ряд новых сторонников. Так, с началом итальянского коронационного похода Людвига в начале 1327 года город Констанц открыто перешёл на сторону короля, и тем самым попал под действие интердикта, официально введённого епископской властью Рудольфа. Желая усилить позиции констанцского епископа, вынужденного теперь противостоять не только императору, но и бороться с недовольством собственных подданных, отлучённых от крещения, причастия, церковных похорон и отпущения грехов, 17 апреля 1330 года папа передал Рудольфу III управление аббатством Санкт-Галлен.
Ситуация резко переменилась в начале августа 1330 года: в Хагенау Людвиг Баварский и Отто Австрийский договорились о прекращении вражды, что поставило епископа Рудольфа в исключительно сложное положение. Оставшись один на один с императором, он был вынужден подчиниться его власти, и согласился принять епископские регалии из рук Людвига (что произошло, видимо, в 1333 году), даже несмотря на сильное сопротивление оставшегося верным папе священства епархии. В ответ папа лишил Рудольфа III правом управления Санкт-Галленом, и отлучил его от Церкви, что окончательно свело политическое влияние констанцского епископа на нет, и заставило его удалиться в Арбон.
Скончавшемуся в начале 1334 года Рудольфу III было отказано в церковных похоронах, поэтому его погребение состоялось в Арбоне на территории епископского замка. Лишь при одном из его преемников, Генрихе III фон Брандисе, тело Рудольфа было перезахоронено в констанцском кафедральном соборе.